# Phytomyza clematidicaulis
Phytomyza clematidicaulis este o specie de muște din genul Phytomyza, familia Agromyzidae, descrisă de Erich Martin Hering în anul 1958.
Este endemică în Austria. Conform Catalogue of Life specia Phytomyza clematidicaulis nu are subspecii cunoscute.